# Liste von Persönlichkeiten der Stadt Plauen
Plauen war Geburts- oder Wirkungsort der folgenden Personen:

## Söhne und Töchter der Stadt

### Bis 1800
- Heinrich der Ältere von Plauen (1370–1429), Hochmeister des Deutschen Ordens von 1410 bis 1413. Standbild am Alten Rathaus
- Paul Dolscius (1526–1589), Mediziner, Pädagoge und Dichter
- Christoph Pezel (1539–1604), Theologe
- Wolfgang Franz (1564–1628), lutherischer Theologe
- Peter Marquard (≈1600–1689/1690), Baumeister
- Georg Samuel Dörffel (1643–1688), Theologe und Astronom
- Johann Paul Oettel (1699–1771), Theologe und Chronist
- Johann Gottfried Biedermann (1705–1766), Pfarrer und Genealoge
- Christian Gottfried Hermann (1743–1813), Jurist und Bürgermeister der Stadt Leipzig
- Johann Gottlob Marezoll (1761–1828), Theologe, Prediger und Hochschullehrer
- Johann Gottfried Steinhäuser (1768–1825), Physiker, Mathematiker, Montanist und Jurist
- Johann Gottlob Heynig (1772–1837), Philosoph, Historiker und Publizist
- Ferdinand Gotthelf Hand (1786–1851), Philologe
- Julius von Dieskau (1798–1872), deutscher Jurist und Politiker, Mitglied der Frankfurter Nationalversammlung, MdL (Königreich Sachsen)
- Eduard Friedrich Pöppig (1798–1868), Zoologe, Botaniker und Forschungsreisender

### 1801 bis 1900
- Wilhelm Anton Freytag (1801–1879), Lehrer und Autor
- Wilhelm Oertel (1803–1883), deutscher Beamter und Abgeordneter in der Frankfurter Nationalversammlung
- Ernst Leonhard Heubner (1803–1886), Mitglied der Frankfurter Nationalversammlung
- Karl Braun (1807–1868), Jurist und Politiker, Vorsitzender des Gesamtministeriums
- Gustav Hartenstein (1808–1890), Philosoph
- Charles Beyer (1813–1876), Ingenieur
- Eduard Meysel (1815–1892), Schauspieler und Theaterdirektor
- Louis Schönherr (1817–1911), Erfinder des mechanischen Webstuhls
- Friedrich Wilhelm Strobel (1817–1905), Unternehmer
- Wilhelm Adolph Haußner (1819–1849), Arzt und Revolutionär
- Hugo von Schütz (1836–1912), Jurist und Politiker
- Theodor Vogel (1836–1912), Klassischer Philologe, Sächsischer Geheimer Schulrat
- Ernst Oswald Schmidt (1839–1919), evangelisch-lutherischen Theologe und Lehrer
- Emil Kautzsch (1841–1910), evangelischer Theologe
- Christian Friedrich Schatz (1841–1920), Gynäkologe, Rektor der Universität Rostock
- Hermann Dunger  (1843–1912), Lehrer und Sprachpurist, Gründer des Allgemeinen Deutschen Sprachvereins
- Bruno Viktor Jahn (1843–unbekannt), Jurist und sächsischer Staatsbeamter
- Arwed Roßbach (1844–1902), Architekt in Leipzig
- Ernst Richard Freytag (1849–1931), Lehrer und Heimatforscher
- Hermann Vogel (1854–1921), Illustrator
- Reinhard Schnauder (1856–1923), Bildhauer und Zeichner
- Paul Vogel (1856–1911), Klassische Philologe, Pädagoge
- Franz Blanckmeister (1858–1936), Pfarrer und Theologe
- Franz Heinrich Költzsch (1861–1927), Theologe und Politiker (DNVB)
- Hermann Baum (1864–1932), Veterinäranatom, Rektor der Universität Leipzig
- Rudolf Heubner (1867–1967), Jurist und Schriftsteller
- Theodor Erler (1869–1925), Kapellmeister und Opernkomponist, Leiter des Stadttheaters Plauen
- Albin Enders (1869–1946), Maler
- Curt Rambach (1871–1930), Mundartdichter
- Franz von Mammen (1872–1936), Forstwissenschaftler, Genealoge und Hochschullehrer
- Richard Sachs (1875–1946), Maler, Musterentwerfer, Kunstpädagoge
- Fidejustus Walther (1876–1944), Verwaltungsjurist
- Fritz Härtel (1877–1940), Chirurg
- Richard Zetzsche (1877–1948), Verwaltungsjurist und Manager
- Fritz Groh (1878–1949), Pädagoge, Sportlehrer, Schulleiter und Publizist
- Paul Schneider (1884–um 1969), Maler und Graphiker, Hofmaler von Kaiser Wilhelm II
- Erich Brunner (1885–1938), Schachkomponist
- Fritz Bachmann (1887–1947), Botaniker
- Martin Falck (1888–1914), Musikwissenschaftler
- Werner Otto Bachmann (1890–1953), deutscher Mediziner und Hochschullehrer
- Arthur Heß (1891–1959), Politiker (NSDAP)
- Rudolf Friedrichs (1892–1947), Ministerpräsident von Sachsen 1945–1947
- Herbert Schiller (1892–1978), Archivar und Lektor
- Karl Kellermann (1893–1967), Chemiker und Hochschullehrer
- Erich Seidel (1895–1984), Maler, Zeichner und Bildhauer
- Johannes Ritter (1896–1962), Diplom-Ingenieur, Politiker, Oberbürgermeister von Leverkusen
- Friedrich Wunderlich (1896–1990), evangelisch-methodistischer Theologe, Bischof, Ökumeniker und Friedensaktivist
- Kurt Rauh (1897–1952), Maschinenbauingenieur und Hochschullehrer
- Alfred Reisner (1898–1982), Röntgenologe, Röntgentherapeut und Hochschullehrer
- Karl Adam (1899–1943), Kreishauptmann im Generalgouvernement
- Paul Kanis (1899–1978), Industrieller
- Kurt Mothes (1900–1983), Apotheker, Botaniker und Präsident der Leopoldina

### 1901 bis 1925
- Kurt Helbig (1901–1975), Gewichtheber
- Martin Kessel (1901–1990), Schriftsteller
- Werner Bauch (1902–1983), Landschaftsarchitekt, Professor an der TH Dresden, „Gartenplaner von Auschwitz“
- Friedrich Hielscher (1902–1990), Religionsphilosoph, Publizist und Widerstandskämpfer gegen den Nationalsozialismus
- Erich Leucht (1902–1990), Schlosser, Gewerkschafter und Politiker (KPD)
- Rudolf Donnerhack (1903–1980), Politiker und Museologe
- Paul Wessel (1904–1967), Politiker (SED)
- Hermann Becker (1905–1981), Bankkaufmann, Politiker (LDPD), Opfer des Stalinismus
- Sigfrid Walther Müller (1905–1946), Komponist
- Karl Schubert (1906–2006), Generalmusikdirektor und Chefdirigent
- Egon Zill (1906–1974), Kommandant des Konzentrationslagers Flossenbürg
- Lotte Berger (1907–1990), Schauspielerin
- Artur Hofmann (1907–1987), Politiker (KPD), sächsischer Innenminister, Hauptabteilungsleiter beim Ministerium für Staatssicherheit
- Emmy Dörfel (1908–2002), Krankenschwester
- Gustav Julius Werner Hartenstein (1908–1943), Marineoffizier, bekannt im Zusammenhang mit dem Laconia-Befehl
- Grete Groh-Kummerlöw (1909–1980), Politikerin (KPD, dann SED)
- Herbert Major (1910–2009), Pädagoge, Autor und Heimatforscher
- Johannes Poppitz (1911–1943), Staatsrechtler in Leipzig
- Walter Ballhause (1911–1991), Fotograf
- Hans Dietrich Schumann (1911–2001), Chirurg und Urologe in Rostock und Dresden
- Johannes Petzold (1912–1985), Lehrer, Kirchenmusiker, Komponist („Die Nacht ist vorgedrungen“)
- Albert Hugo Schuster (1912–1973), SS-Obersturmführer, als Kriegsverbrecher in Leipzig hingerichtet
- Horst Berthold (1913–1985), Ingenieur und Hochschullehrer
- Emil Pleissner (1913–1948), SS-Hauptscharführer, als Kriegsverbrecher in Landsberg hingerichtet
- Adelhelm Dietzel (1914–1998), Gebrauchsgrafiker und Illustrator
- Horst Brune (1915–1971), Politiker (NDPD), stellvertretender Vorsitzender des Rates des Bezirkes Cottbus
- Siegfried Krügel (1915–2000), evangelischer Theologe
- Willi Seifert (1915–1986), Kommunist und Widerstandskämpfer, politischer Häftling und Kapo im KZ Buchenwald, nach 1945 Stadtkämmerer von Plauen
- Heinz S. Fuchs (1917–2008), Generalstabsarzt der Bundeswehr
- Erwin Wolf (1919–1994), Trompeter und Hochschullehrer
- Luise Zahn, geborene Bäuml (1919–2004), Politikerin (SED), Mitglied der Volkskammer
- Egbert Schmiedt (1920–2011), Urologe, Chirurg und Hochschullehrer
- Horst-Gregorio Canellas (1921–1999), deutsch-spanischer Unternehmer und Fußballfunktionär
- Walter Rahm (1921–1987), Grafiker und Maler
- Rolf Weber (1922–2015), Pädagoge, Botaniker und Heimatforscher
- Horst Hausotte (1923–2017), Maler und Grafiker
- Johannes Hegner (1924–1979), Maler, Grafiker und Restaurator
- Johannes Kuhn (1924–2019), evangelischer Theologe
- Lothar Rentsch (1924–2017), Maler und Grafiker, Ehrenbürger der Stadt Plauen
- Hartmut Zwicker (1924–1986), Physiker, Hochschullehrer und -rektor
- Horst Dohlus (1925–2007), SED-Funktionär
- Manfred Feiler (1925–2020), Maler, Grafiker und Illustrator
- Horst Scherbaum (1925–1996), Fußballspieler und Trainer, Kapitän beim ersten Länderspiel der DDR-Nationalmannschaft
- Hansgünter Thebis (* 1925), Schriftsteller
- Joachim Hans Weniger (1925–2015), Agrarwissenschaftler und Hochschullehrer

### 1926 bis 1950
- Ursula Mattheuer-Neustädt (1926–2021), Zeichnerin, Grafikerin und Autorin
- Hans Otte (1926–2007), Musiker
- Karl Richter (1926–1981), Dirigent, Organist und Chorleiter
- Max Schubert (1926–1998), Experimentalphysiker
- Rolf Andiel (1927–1992), Maler und Grafiker
- Rudolf-Dietrich Nottrodt (1927–2017), SED-Funktionär und Oberbürgermeister von Erfurt
- Siegfried Böhm (1928–1980), SED-Funktionär und Minister der Finanzen der DDR
- Lothar Gruchmann (1929–2015), Historiker und Politologe
- Ruth Müller-Landauer (1929–2023), Tanzlehrerin
- Ralf Stöhr (1929–1995), Chemiker
- Harry Wünsche (1929–2008), Jurist und Hochschullehrer
- Kurt Zapf (1929–2010), Fußballspieler
- Christian Helfer (1930–2008), Rechtssoziologe
- Johannes Heydenreich (1930–2015), Physiker
- Hansjürgen Knoche (1930–2021), Jurist, Präsident des Niedersächsischen Landesamts für Verfassungsschutz
- Wolfram Steude (1931–2006), Musikwissenschaftler und Musiker
- Erika Liebig (1933–2018), Keramikerin und Grafikerin
- Volkmar Götz (* 1934), Rechtswissenschaftler
- Klaus Voigt (1934–1995), Ozeanograph und Wissenschaftsorganisator
- Jürgen Brinckmeier (1935–1984), SPD-Politiker und Journalist
- Volkmar Hellfritzsch (1935–2022), Onomastiker und Pädagoge
- Paul Arnold (* 1936), Klassischer Archäologe, Althistoriker und Numismatiker
- Janfried Döhler (1936–2024), Politiker (SED)
- Hannelore Henze (* 1936), Architektin und Autorin
- Klaus Zink (1936–2024), Fußballspieler
- Horst Jura (1937–2000), Fußballspieler
- Wolfgang Weber (1937–2025), Keramiker
- Joachim Kupfer (1938–2021), Politiker (CDU), Minister in Sachsen-Anhalt
- Eberhard Lippold (1938–2020), Musikwissenschaftler
- Roland Wötzel (* 1938), Politiker der SED und einer der Sechs von Leipzig
- Volker Melchior (1939–2017), Maler und Grafiker
- Johannes Schulze (1939–2025), Bildhauer
- Klemens Ullmann (* 1939), römisch-katholischer Geistlicher
- Karl-Theodor Zauzich (1939–2021), Ägyptologe und Demotist
- Wolfgang E. Biedermann (1940–2008), Maler und Grafiker
- Achim Hammer (* 1940), Schauspieler und Werbesprecher
- Bernd Jentzsch (* 1940), Schriftsteller
- Günter Scholz (* 1940), Historiker und Museumsleiter
- Siegfried Steinhäuser (* 1940), Werkstoffwissenschaftler
- Ulrich Völkel (* 1940), Schriftsteller
- Uta Wulsten (* 1940), Industriedesignerin und in der DDR Fachschullehrerin
- Jürgen Adler (1941–1995), Maler und Grafiker
- Gerhard Börner (* 1941), Astrophysiker
- Peter Bräutigam (1941–2005), Fotograf und Thüringer Landesinnungsmeister sowie stellvertretender Bundesinnungsmeister der Fotografeninnung
- Heidi Sabelus (* 1942), Keramikerin
- Ingo Broer (* 1943), römisch-katholischer Theologe
- Dorit Gäbler (* 1943), Schauspielerin, Tänzerin und Chansonnière
- Helfried Strauß (* 1943), Fotograf und Hochschullehrer
- Christian Wandrey (* 1943), Chemiker und Leiter des Institutes für Biotechnologie Jülich
- Jochen Zinner (* 1943), Sportwissenschaftler
- Harald Kolz (* 1944), Jurist, Richter am Bundesgerichtshof
- Richard Weber (* 1944), Theaterwissenschaftler
- Christine Ostrowski (* 1945), sächsische Politikerin
- Manfred Lienemann (* 1946), Fußballspieler
- Klaus J. Beckmann (* 1948), Stadtplaner und Verkehrswissenschaftler
- Günter H. Hertel (* 1948), Ingenieur, Professor an der TU Dresden
- Claudia Loerding (* 1950), Schauspielerin

### Ab 1951
- Gisela Helmecke (* 1951), Kunsthistorikerin
- Angelika Bahmann (* 1952), Olympiasiegerin und Weltmeisterin im Kanuslalom
- Volker Müller (* 1952), Journalist und Schriftsteller
- Leonore Adler (* 1953), Malerin, Grafik-Designerin, Schriftsetzerin, Performance- und Installationskünstlerin
- Bernd Krauß (* 1953), Ruderer, Olympiasieger im Achter
- Manuel von Senden (* 1953), Opernsänger und Sänger der Gruppe Electra
- Hermann Toelcke (* 1953), Schauspieler
- Jürgen B. Wolff (* 1953), Musiker, Grafiker und Autor
- Wolfgang Mocker (1954–2009), Journalist
- Utz Rachowski (* 1954), Schriftsteller
- Hans-Christof Schober (* 1955), Internist in Rostock
- Ralf Böhme (* 1956), Karikaturist und Grafiker, genannt „Rabe“
- Uwe Hobler (* 1957), Politiker
- Kornelia Ender (* 1958), vierfache Olympiasiegerin im Schwimmen
- Frank Heidan (* 1958), Sächsischer Landtagsabgeordneter
- Ralf Oberdorfer (* 1960), Politiker, Oberbürgermeister von Plauen
- Axel Reitel (* 1961), Schriftsteller und Liedkomponist
- Matthias Freihof (* 1961), Schauspieler
- André Hübner-Ochodlo (* 1963), Theaterregisseur und Chansonnier
- Andrea Stolletz (* 1963), deutsche Handballtorhüterin
- Katrin Weber (* 1963), Sängerin, Musicaldarstellerin, Schauspielerin und Kabarettistin
- Timo Backofen (* 1966), Politiker
- Jörg Schneider (* 1967), Politiker, Akteur der Revolution von 1989 in der DDR
- Olaf Schubert (* 1967), Kabarettist und Musiker
- Hartmut Tautz (1968–1986), Opfer an der tschechoslowakisch-österreichischen Grenze
- Steffen Menze (* 1969), Fußballspieler und -trainer
- Frank Meyer (* 1969), Fernsehmoderator
- Michael Grunst (* 1970), Bezirksbürgermeister von Berlin-Lichtenberg
- Jörg Schmidt (* 1973), Politiker
- Martin Dulig (* 1974), Politiker und SPD-Mitglied
- Christian Bahmann (* 1981), Weltmeister im Kanuslalom
- Janina Pfau (* 1983), Politologin und Politikerin
- Stefan König (* 1985), Schauspieler
- Andy Klinger (* 1987), Schauspieler
- Antonio Lucaciu (* 1987), Jazzmusiker
- Juliane Pfeil-Zabel (* 1987), Politikerin
- Christiane Gotte (* 1988), Fußballspielerin
- Robert Lucaciu (* 1988), Jazzmusiker
- Chris Löwe (* 1989), Fußballspieler
- Benjamin Meschke (* 1991), Handballspieler
- Christin Zenner (* 1991), Schwimmerin
- Linda-Philomène Tsoungui (* 1992), Schlagzeugerin
- Johanna Summer (* 1995), Jazzmusikerin
- Amely Sommer (* 1997), Sängerin der Band Saphir
- Simon Lucaciu (* 1998), Jazz- und Improvisationsmusiker
- Jonas Kühn (* 2002), Fußballspieler

## Ehrenbürger
Die Stadt Plauen hat seit 1845 34 Personen das Ehrenbürgerrecht verliehen, wovon zwei Personen das Recht wieder aberkannt wurde.
| Jahr der Verleihung | Name                                    | Beruf / Bezeichnung                                          |
| ------------------- | --------------------------------------- | ------------------------------------------------------------ |
| 1845                | Karl Christoph Schmidt                  | Kanzleidirektor in Dresden                                   |
| 1853                | Johann August Wilhelm Steinhäuser       | Konrektor am Lyzeum                                          |
| 1854                | Christian Gottlieb Pfretzschner         | Direktor der Gewerbe- und Baugewerkenschule                  |
| 1862                | Bruno von Schimpff                      | Kreisdirektor in Zwickau                                     |
| 1865                | Ernst Gottschald                        | Bürgermeister                                                |
| 1865                | Gustav Henoch                           | Oberbergingenieur                                            |
| 1867                | Johann August Steinberger               | Kreissyndikus                                                |
| 1871                | Julius Otto Heinrich von Dieskau        | Justizrat                                                    |
| 1874                | Ewald Beyer                             | Superintendent                                               |
| 1878                | Karl Friedrich Wieprecht                | Bürgermeister                                                |
| 1882                | Robert Klemm                            | Kaufmann                                                     |
| 1890                | Oskar Theodor Kuntze                    | Oberbürgermeister, MdL                                       |
| 1892                | Gustav Landmann                         | Superintendent                                               |
| 1895                | Otto von Bismarck                       | Reichskanzler                                                |
| 1901                | Ernst Julius Graser                     | Schuhmachermeister                                           |
| 1909                | Karl Friedrich Richard Wagner           | Bürgermeister                                                |
| 1913                | Franz Theodor Schurig                   | Bürgermeister                                                |
| 1925                | Max Hermann Vetters                     | Bürgermeister                                                |
| 1933                | Paul von Hindenburg                     | Reichspräsident                                              |
| 1933                | Adolf Hitler (aberkannt nach 1945)      | Reichskanzler                                                |
| 1933                | Martin Mutschmann (aberkannt nach 1945) | Reichstatthalter                                             |
| 1937                | Arno Kölblin                            | Boxeuropameister im Schwergewicht                            |
| 1945                | Rudolf Friedrichs                       | Ministerpräsident von Sachsen                                |
| 1946                | Wilhelm Pieck                           | Vorsitzender der SED und später Präsident der DDR            |
| 1946                | Wilhelm Külz                            | Vorsitzender der LDPD                                        |
| 1950                | Eugen Schiffer                          | Mitbegründer der LDPD                                        |
| 1984                | Gustav Seifried                         | Oberbürgermeister von Zwickau                                |
| 1990                | Thomas Küttler                          | Superintendent                                               |
| 1994                | Lothar Rentsch                          | Zeichner und Druckgrafiker                                   |
| 2001                | Rolf Magerkord                          | Oberbürgermeister                                            |
| 2006                | Klaus-Dieter Waldmann                   | Arzt                                                         |
| 2011                | Manfred Feiler                          | Maler                                                        |
| 2012                | Hellfried Unglaub                       | Geschäftsführer der Wohnungsbaugesellschaft Plauen mbH (WbG) |
| 2019                | Ruth Müller-Landauer                    | Tanzlehrerin                                                 |
| 2021                | Gert Müller                             | Vorsitzender des Vogtländischen Bergknappenverein zu Plauen  |

## Verdiente Bürger der Stadt – Verleihung der Stadtplakette
Die Stadtplakette der Stadt Plauen zeigt auf der Vorderseite das Plauener Siegel und auf der Rückseite den Namen des zu Ehrenden mit dem Datum der Verleihung. Außerdem ist auf der Rückseite die Umschrift „Für besondere Verdienste um die Stadt Plauen verliehen“ aufgebracht. Sie wird verliehen an Personen, „die sich in besonderem Maße um die Entwicklung der Stadt Plauen, um deren Ansehen oder um das Wohl ihrer Bürger verdient gemacht haben oder dafür tätig gewesen sind“. Die Stadtplakette wird mit Urkunde verliehen, in der die Verdienste des Auszuzeichnenden dargestellt sind.
| Jahr | Name                           | Beruf/Bezeichnung                                                | nähere Erläuterung |
| ---- | ------------------------------ | ---------------------------------------------------------------- | --- |
| 1996 | Peter Müller (†)               | Architekt                                                        | Engagierte sich für den Fortbestand der Sektion Plauen-Vogtland des Deutschen Alpenvereins |
| 1996 | Klaus Straka                   | Pastor                                                           | War als Pastor der Erlöserkirche in der Protestbewegung 1989 aktiv und später Abgeordneter der ersten frei gewählten Stadtverordnetenversammlung |
| 1998 | Lothar Fleischer               | Kantor                                                           | Prägte 30 Jahre lang die Kirchenmusik. |
| 1998 | Hedwig Pistorius (†)           |                                                                  | Arbeitete 40 Jahre am Vogtlandkonservatorium. |
| 1999 | Falk Surmann (†)               |                                                                  | Engagierte sich für die Plauener Spitzen- und Stickereibranche. |
| 1999 | Eberhard Eisel                 | Architekt                                                        | Vorsitzender des „Vereins zur Förderung des Vogtland Theaters Plauen“ und engagiert für den Wiederaufbau des Bärensteinturms. |
| 1999 | Gerold Kny                     | Wehrleiter der Freiwilligen Feuerwehr                            | |
| 1999 | Gunter Vödisch (†)             | Pfarrer                                                          | Setzte sich für den Erhalt und die Pflege des jüdischen Friedhofs in Plauen ein. |
| 1999 | Dr. med. Hartmut Seidel (†)    |                                                                  | Gründungsmitglied und Sprecher der „Bürgerinitiative Plauen“ im Herbst 1989 und der SPD in Plauen. |
| 2000 | Christian H. Ohser (†)         |                                                                  | Sohn von Erich Ohser, Förderer des Andenkens seines Vaters in Plauen |
| 2000 | Albrecht Demmig (†)            |                                                                  | Naturschutzbeauftragter der Stadt Plauen |
| 2000 | Rolf Weber (†)                 | Biologe                                                          | Engagement bei der Unterschutzstellung des Grünen Bandes sowie des Naturschutzgebiets „Großer Weidenteich“ |
| 2000 | Werner Jacob                   |                                                                  | Leiter der Schwerhörigen Selbsthilfegruppe |
| 2001 | Ruth Müller-Landauer(†)        | Tanzlehrerin                                                     | Gründung verschiedener Tanzgruppen und -vereine, später auch Ehrenbürgerin der Stadt Plauen |
| 2001 | Waltraud Schmidt               |                                                                  | Engagiert bei der Aufarbeitung der Geschichte der jüdischen Bevölkerung Plauens und beim Erhalt des Jüdischen Friedhofs. |
| 2001 | Manfred Feiler (†)             | Maler, Grafiker                                                  | später auch Ehrenbürger der Stadt Plauen |
| 2002 | Wolfgang Forner (†)            |                                                                  | 1. Vorsitzender des Alpenvereins „Vogtland“, engagierte sich für die Plauener Hütte. |
| 2004 | Manfred Reinhardt              | Pädagoge                                                         | Vorsitzender des Fördervereins Pfaffengut e. V. und Mitglied im Kreisvorstand Sächsisches Vogtland des BUND |
| 2004 | Wolfgang Rudloff               | Pädagoge                                                         | Förderer von Kunst und Kultur |
| 2004 | Jutta Kirst                    | Klavierstimmerin                                                 | Vermittlung von kostenlosen Konzertflügeln und Pianisten ans Vogtlandtheater Plauen |
| 2004 | Peter Koch                     |                                                                  | ehem. Geschäftsführer der Sternquellbrauerei, Förderer von Vereinen |
| 2004 | Hellfried Unglaub              | Geschäftsführer der Wohnungsbaugesellschaft Plauen mbH (WbG)     | Unterstützung des Jugendclubs „Boxenstopp“, Mitarbeit am Stadtumbaukonzept Plauens und ehrenamtlicher Vorsitzender des Verbandes sächsischer Wohnungsbaugesellschaften, später auch Ehrenbürger der Stadt |
| 2005 | Erika Dienelt                  | Sporttherapeutin                                                 | Engagement für Behinderte Menschen, Gründerin der „Spukteufelband“ der Lebenshilfe e.V |
| 2005 | Ute Müller                     | Landwirtin                                                       | ehemalige Bürgermeisterin von Jößnitz |
| 2005 | Dietmar Rose                   | Diplomingenieur                                                  | ehemaliger Geschäftsführer der Plauener Straßenbahn GmbH, Ausschuss für Stadtplanung, Verkehr und Umwelt. |
| 2005 | Lothar Scherf                  | Vorsitzender des Kreisverbands Fußball Vogtland/Plauen (KVF V/P) | außerordentliches Engagement für den VFC Plauen und den gesamten Fußballsport im Bereich der ehemaligen Kreise Plauen Stadt und Land sowie Reichenbach, Oelsnitz (Vogtland) und Klingenthal |
| 2006 | Dipl.-Phil. Horst Fröhlich (†) | 1991–93 Direktor des Vogtländischen Kreismuseums Plauen          | (seit 1966 dort als wissenschaftl. Mitarbeiter) vielfältige Publikationen zu vogtländischer Baukunst und Volkskultur |
| 2007 | Hans Leipold                   | Berufsschullehrer                                                | diverse ehrenamtliche Tätigkeiten (z. B. Verein Natur-Freunde Plauen) |
| 2008 | Maria Fromme (†)               | Unterstufenlehrerin und Hortnerin                                | Gründung der „Frauenselbsthilfe nach Krebs – Gruppe Plauen – Vogtland“ |
| 2008 | Dietmar Schönherr              | Elektrokonstrukteur                                              | Organisation des Faschingsumzuges etc. als Vorsitzender des Vereins Vogtländischer Carnevalisten |
| 2008 | Brigitte Unger                 | Lehrerin                                                         | Herausgeberin des „Vogtlandatlas“; Initiatorin eines geologischen Gartens |
| 2009 | Dr. Frank Grünert              | Arzt                                                             | Sprecher des Neuen Forums, Gruppe der 20 |
| 2009 | Ilse Helbig                    | Rentnerin                                                        | ehrenamtliche Tätigkeit zum Erhalt und Wahrung der Plauener Stadtgeschichte (Weberhäuser...) |
| 2009 | Claus Weisbach                 | Architekt                                                        | ehrenamtlicher Mitarbeiter in diversen Foren zur Stadtentwicklung und Architektenwettbewerbe / Sprecher des Forums Baukultur |
| 2009 | Dr. Bernd Märtner              | Geschäftsführer M&S Umweltservice                                | in vielen Vereinen für die Region engagiert |
| 2010 | Siegmar Kelz (†)               | Landwirt                                                         | Erster Bürgermeister Straßbergs, Gründer des dortigen Heimatvereins |
| 2010 | Dr. phil. Klausdieter Roth     | Intendant                                                        | Intendant am Vogtlandtheater Plauen |
| 2010 | Beate Schad                    | Lehrerin                                                         | Leiterin der Schaustickerei Plauen |
| 2010 | Jörg Schneider                 | Werkzeugmacher                                                   | Verfasser des Aufrufs zur Demonstration am 7. Oktober 1989, die zur ersten Großdemonstration auf dem Gebiet der DDR wurde. |
| 2010 | Günter Weis (†)                | Diplomingenieur                                                  | ehem. Vorsitzender des Schwimmvereins „Vogtland Plauen e.V.“, Mitglied der Präsidiumskommission „Sportstätten und Umwelt“ des Deutschen Schwimm-Verbandes (DSV), Schwimmstättenreferent im Präsidium des Sächsischen Schwimm-Verbandes (SSV) und Vorstandsmitglied der „Internationalen Akademie für Bäder-, Sport- und Freizeitbauten in Deutschland e.V.“ |
| 2011 | Andreas Färber                 | Konditor                                                         | Vorsitzender des Ortsverbandes des Kinderschutzbundes, Mitinitiator des Elterntelefons und des Kinder-Cafés „Mücke“. |
| 2011 | Liane Kümmerl                  |                                                                  | Engagement in der Schaustickerei, im Asylbewerberheim und im Vogtlandmuseum Plauen. Leiterin der Gedenkstätte „Jüdischer Friedhof“ und Stadtführerin. |
| 2011 | Gunter Kunze                   |                                                                  | 1. Vorsitzender des Gehörlosenvereins Plauen |
| 2011 | Walter Tümpner                 |                                                                  | Engagement für Plauen und das Vogtland insbesondere während der Teilung Deutschlands. Gründer des „Haus Vogtland“, einem Kommunikationszentrum nahe der ehemaligen deutsch-deutschen Grenze, Herausgeber einer Plauener Chronik. |
| 2012 | Gert Müller                    |                                                                  | Vorsitzender des „Vogtländischen Bergknappenvereins zu Plauen“, engagiert sich für die Erschließung und Erkundung diverser Räume unter Tage (Alaunbergwerk, Luftschutzkeller etc.) |
| 2012 | Dr. Karl Gerhard Schmidt       |                                                                  | 1. Vorsitzender der „Erich Ohser-e.o.plauen Stiftung“, Vorsitzender der e.o.plauen Gesellschaft |
| 2012 | Bernhard Weisbach              | Landschaftsarchitekt                                             | Naturschutzbeauftragter der Stadt Plauen, setzte sich für die Umwandlung des Friedhof II in ein Arboretum ein |
| 2013 | Dietmar Feistel                |                                                                  | Organisierte die Gründung des FotoClub Vogtland |
| 2014 | Matthias Bartsch               | Pfarrer und Superintendent                                       | Gründer und Leiter des „Runden Tischs für Toleranz, Demokratie und Zivilcourage“ |
| 2014 | Wilfried Spranger              |                                                                  | Bürgermeister der Gemeinde Neundorf von 1990 bis zur Eingemeindung, anschließend Ortsvorsteher |
| 2015 | Marlies Hager                  | Uhrmacherin                                                      | Vorstand im Vogtländischen Mieterverein |
| 2015 | Peter Luban                    | Künstler                                                         | Mitglied der „Gruppe der 20“ in der Zeit der Wende in Plauen, Vorstand des SK König Plauen, entwarf u. a. das Wende-Denkmal und die Glocken der Johanniskirche in Plauen. |
| 2016 | Jörg Neubauer                  | Sportlehrer                                                      | Führte als Trainer den Schwimm-Verein Vogtland in die Deutsche Wasserball-Liga |
| 2016 | Konstanze Schumann             |                                                                  | Mitbegründerin der Arbeitsloseninitiative Thüringen in Pausa, setzte sich für die Gründung der Plauener Tafel ein |
| 2017 | Volker Barthel                 |                                                                  | Vereinsbeirat im „Verein der Freunde Plauens“, Organisator des Weihnachtsmarkts im Weisbachschen Haus, unterstützte die Sanierung des Kemmler-Turms |
| 2017 | Dittmar Heidel                 |                                                                  | Engagement im DRK-Ortsverein Plauen/Vogtland |
| 2017 | Hansjoachim Michel             |                                                                  | Präsident des Stadtsportbundes Plauen |
| 2018 | Armin Döhler                   | Lehrer                                                           | Initiator des „Europäischen Bauernmarkts“ in Plauen |
| 2019 | Margitta Schier                | Textilingenieurin                                                | Setzte sich für den Erhalt und die Entwicklung der Weberhäuser in der Elsteraue ein |
| 2020 | Gerd Naumann                   | wissenschaftlicher Mitarbeiter im Vogtlandmuseum                 | arbeitete als Experte an verschiedensten Geschichtsprojekten über die Geschichte Plauens und des Vogtlandes mit |
| 2021 | Steffen Marquardt              | Vereinsvorsitzender des Vereins Vital e.V.                       | Ansprechpartner für Menschen mit einer erworbenen Hirnschädigung sowie deren Angehörigen |
| 2022 | Werner Bamberger               |                                                                  | engagiert er sich in der Traditionspflege des VFC Plauen |
| 2022 | Dr. Norman Haßler              |                                                                  | engagierte sich u. a. als Mannschaftsarzt in Plauener Vereinen |

## Andere Personen mit Bezug zur Stadt
- Theodor Bickel (1837–1903), Spitzenfabrikant und Erfinder, Schwiegersohn von Franz August Mammen.
- Die Familie Bonesky, Richard Bonesky (1867–1930), Kurt Bonesky (1894–1962), Walter Bonesky (1891–1963) war eine Marionettenspieler- und Kinobetreiber-Dynastie aus Plauen.
- Wilhelm Bruchmüller (1872–1935), Studentenhistoriker, Journalist, Redakteur
- Albin Buchholz (* 1937), Musikwissenschaftler
- Martin Fuhrmann (1937–2023), Opernsänger
- Alfons Hitzler (1897–1945), NSDAP-Kreisleiter und ab 1933 Abgeordneter im nationalsozialistischen Reichstag.
- Franz Moritz Kirbach (1825–1905), Revovolutionär 1848/49, Rechtsanwalt und Mitglied des Sächsischen Landtages
- Franz August Mammen (1813–1888), Unternehmer und liberaler Politiker (DFP).
- Adam Heinrich Meißner (1711–1782), lutherischer Geistlicher und Philosoph, Archidiakon und Stadtprediger in Plauen
- Plauen ist die Heimatstadt von Erich Ohser (1903–1944), der als „e.o.plauen“ mit seinen Vater-und-Sohn-Bildergeschichten berühmt geworden ist. Erich Ohser ist in Untergettengrün/Vogtland geboren.
- Michèle Rödel (* 1987 in Zeulenroda), deutsche Opern- und Konzertsängerin, lebt in Plauen.[72]
- Georg Gottfried Wagner (1698–1756), Kantor und Komponist